# Noria del Cerro Gordo
Noria del Cerro Gordo är en ort i Mexiko.   Den ligger i kommunen Charcas och delstaten San Luis Potosí, i den centrala delen av landet, 500 km norr om huvudstaden Mexico City. Noria del Cerro Gordo ligger 2 234 meter över havet och antalet invånare är 146.
Terrängen runt Noria del Cerro Gordo är huvudsakligen kuperad, men åt nordväst är den platt. Terrängen runt Noria del Cerro Gordo sluttar söderut. Runt Noria del Cerro Gordo är det glesbefolkat, med 8 invånare per kvadratkilometer. Närmaste större samhälle är Charcas, 11,6 km söder om Noria del Cerro Gordo. Omgivningarna runt Noria del Cerro Gordo är i huvudsak ett öppet busklandskap.